# Hoplandrothrips flavipes
Hoplandrothrips flavipes
 är en insektsart som beskrevs av Bagnall 1923. Hoplandrothrips flavipes ingår i släktet Hoplandrothrips och familjen rörtripsar. Inga underarter finns listade i Catalogue of Life.